# Мажари
Мажари́ — село в Україні, у Синельниківському районі Дніпропетровської області. Входить до складу Раївської сільської громади. Населення за переписом 2001 року становить 34 особи. 

## Історія
До 2017 року орган місцевого самоврядування - Шевченківська сільська рада.
12 червня 2020 року, відповідно до розпорядження Кабінету Міністрів України № 709-р від «Про визначення адміністративних центрів та затвердження територій територіальних громад Дніпропетровської області», увійшло до складу Раївської сільської громади.
19 липня 2020 року, в результаті адміністративно-територіальної реформи та ліквідації   Синельниківського (1923—2020) району, село увійшло до складу новоутвореного Синельниківського району.

## Географія
Село Мажари знаходиться між річками Нижня Терса і Середня Терса (3-4 км). На відстані 2 км розташовані села Володимирівське і Троїцьке.

## Інтернет-посилання
- Погода в селі Мажари [Архівовано 20 грудня 2011 у Wayback Machine.]